# Amstel Gold Race 2007
L'Amstel Gold Race 2007 est la 42e édition de cette course cycliste sur route masculine. Elle a eu lieu le 22 avril 2007. L'Allemand Stefan Schumacher s'est imposé en solitaire.

## Présentation

### Contexte
L'Amstel Gold Race ouvre la semaine des classiques ardennaises. La Flèche wallonne et Liège-Bastogne-Liège ont lieu respectivement le mercredi et le dimanche suivant.

### Parcours
Le départ de la course est donné sur la Grand place de Maastricht. Le parcours de 257.4 kilomètres est jalonné de 31 difficultés.

### Équipes participantes
Outre les vingt ProTour, trois équipes continentales professionnelles ont été invitées à participer à cette édition : Wiesenhof-Felt, Skil-Shimano, Chocolade Jacques-Topsport Vlaanderen.

## Récit
Stefan Schumacher lance son attaque juste avant la montée finale et il ne sera pas rattrapé. L'équipe Gerolsteiner réalise la doublé puisque Rebellin remporte le sprint pour la deuxième place. Il prend du même coup la tête du classement provisoire du ProTour.

## Classement final
|    | Cycliste           | Pays       | Équipe                | Temps           | Points ProTour |
| -- | ------------------ | ---------- | --------------------- | --------------- | -------------- |
| 1  | Stefan Schumacher  | Allemagne  | Gerolsteiner          | 6 h 11 min 49 s | 40             |
| 2  | Davide Rebellin    | Italie     | Gerolsteiner          | 21 s            | 30             |
| 3  | Danilo Di Luca     | Italie     | Liquigas              | 22 s            | 25             |
| 4  | Matthias Kessler   | Allemagne  | Astana                | 23 s            | 20             |
| 5  | Michael Boogerd    | Pays-Bas   | Rabobank              | 24 s            | 15             |
| 6  | Paolo Bettini      | Italie     | Quick Step-Innergetic | 27 s            | 11             |
| 7  | Alejandro Valverde | Espagne    | Caisse d'Épargne      | 27 s            | 7              |
| 8  | Óscar Freire       | Espagne    | Rabobank              | + 1 min 07 s    | 5              |
| 9  | Riccardo Riccò     | Italie     | Saunier Duval-Prodir  | + 1 min 07 s    | 3              |
| 10 | Fränk Schleck      | Luxembourg | Team CSC              | + 1 min 07 s    | 1              |